# Greeves
Greeves is een Brits historisch merk van motorfietsen.
De bedrijfsnaam was: Invacar Ltd., later Greeves Motorcycles, Thundersley, Essex (1953-1978) en Greeves Motorcycle Ltd, Chelmsford, Essex (1999-?).

## Historie

### Greeves Thundersley
Kort na de Tweede Wereldoorlog construeerde Bert Greeves met behulp van een 98cc-motor van een grasmaaier een gemotoriseerde rolstoel voor zijn verlamde neef Derry Preston-Cobb. De eerste uitvoering van de Invacar was een driewieler met een Canvas kap en een 125cc-motortje.
Al snel ontwikkelden Greeves en Preston-Cobb samen een driewielige dwergauto met een glasvezel-carrosserie en een Villiers-tweetaktmotor. Greeves kreeg een contract van het Ministry of Pensions and National Insurance om tot 1973 deze voertuigen te leveren, vooral met het oog op de vele oorlogsinvaliden na de Tweede Wereldoorlog. In 1952 betrok hij een kleine fabriek aan Church Road in Thundersley in de buurt van Southend-on-Sea en richtte Invacar Ltd. op. Bert Greeves werd directeur en Derry Preston-Cobb was verantwoordelijk voor de verkoop.
Bert Greeves was een enthousiast trialrijder en verzamelaar van klassieke motorfietsen. Om een nieuwe voorwielophanging te testen bouwde hij een motorfiets en aangemoedigd door neef Perry besloot hij motorfietsen in serie te gaan produceren. Ze ontwikkelden samen een prototype met een 147cc-Villiers-inbouwmotor. Het prototype was al in 1951 klaar en had nog een min of meer conventioneel dubbel wiegframe dat vooral bij het balhoofd kenmerken van het Norton-featherbed frame vertoonde. Voor de serieproductie gebruikten ze 197- en 248cc-Villiers-motoren, maar ook motoren van British Anzani. De motorfietsen waren voorlopig een bijproduct van de fabriek. Ontwerp en ontwikkeling gebeurden alleen als er ruimte en tijd voor was. De voorkant was het meest opmerkelijk: er was een forse Earles-type schommelvoorvork waarvan de neerwaartse buis gebogen was waardoor de voorvork de bijnaam "Banana Leading Link Fork" kreeg. De voorste framebuis die vanaf het balhoofd naar de onderkant van het motorblok liep was een gegoten aluminium I-profiel dat sterker was dan stalen buisframes. Bij de eerste modellen, die in 1952 op de markt kwamen, bestond de vering zowel voor als achter uit rubber-torsievering die in de schommelvoorvork en de swingarm verwerkt was. Die vering kwam rechtstreeks van het Invacar-gehandicaptenvoertuig en was aan de achterkant onder het zadel aangebracht. Voor en achter waren frictiedempers toegepast.

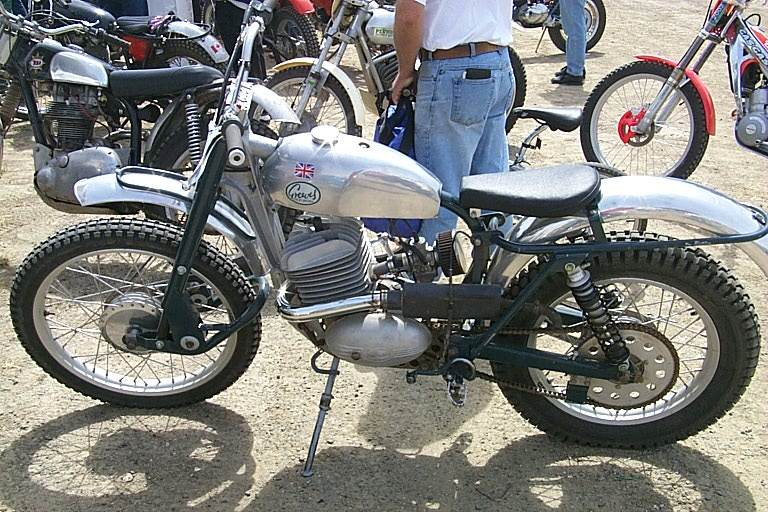
Deze trialmotor uit de jaren zestig toont vooral aan de voorkant nog de sporen van de eerste Greeves-motorfietsen. De "Banana Leading Link Fork" is nu recht, maar heeft nog steeds rubber-torsievering en een wrijvingsdemper. Achter is inmiddels een normale swingarm met twee veer/demperelementen gebruikt

De eerste modellen in 1952 waren bedoeld voor trial- en motorcrossgebruik, zonder typeaanduiding, met alleen de naam "Greeves" op de tank. Die machientjes werden snel populair bij amateurrijders en bleven tot in 1957 in productie. Dat leverde genoeg geld op om de motorfietsproductie serieuzer en met minder steun van de Invacar-tak van het bedrijf voort te zetten. Die serieproductie startte al in de herfst van 1953 en nu ontstond ook een gewone straatmachine, de Greeves T 20 Standard Roadster. Alle modellen hadden een 197cc-eencilinder Villiers Mark 8E-motor, een populaire maar eenvoudige inbouwmotor die bijvoorbeeld ook in de Bond Minicar Mark B werd gebruikt. Het uitlaatsysteem was niet alleen ineffectief, maar ook vreselijk luid. Het leverde ook geen enkele tegendruk, waardoor de 197cc-motor zijn maximumvermogen van 12 pk pas bij 4.500 tpm leverde, het maximum toerental van de Villiers-motor. Men kon de eerste modellen kopen met een drie- of een vierversnellingsbak. Trialrijders kozen meestal voor drie versnellingen, motorcrossers voor vier versnellingen.
De afwerking van de machines was in de jaren vijftig nog niet geweldig. Greeves moest het doen met wat de Britse toeleveringsindustrie te bieden had. Lucas Industries leverde hendels van zachtverchroomd staal die oncomfortabel waren en zich in allerlei vormen bogen en een bedrijf in India wist de Britse markt te voorzien van bouten die bij stevig aandraaien prompt braken.
Greeves produceerde met dezelfde basis en verschillende Villiers- en Anzani-motoren (200cc-eencilinders, 240cc-eencilinders, 250cc-tweecilinders, 320cc-tweecilinders en 360cc-eencilinders) een groot scala aan modellen, maar hij maakte voor vrienden en bekenden ook "one-offs", unieke modellen waarvan op verzoek van de klant waarvan er ongeveer 60 gebouwd zijn en die bij geen enkel type onder te brengen zijn. De 250cc-Fleetwing-modellen hadden een British Anzani tweecilindermotor.
Greeves besloot zijn machines in te zetten in wedstrijden en ging samenwerken met een bekende motorcrosser, Brian Stonebridge. In april 1957 versloeg Stonebridge met de lichte Greeves de zware 500cc-machines op het Hawkstone Park crosscircuit bij Market Drayton, waar hij met zijn 200cc-Greeves de 350cc-klasse won en in de 500cc-klasse tweede werd. Niet lang daarna verschenen de Greeves 20 SA Hawkstone Scrambler, de 25 SA Hawkstone Twin Scrambler en de 20 SAS Hawkstone Special Scrambler. Stonebridge leidde in 1958 een driemansteam bij de International Six Days Trial in West-Duitsland waar ze een gouden medaille wonnen, maar toen Bert Greeves en Brian Stonebridge deelnamen aan de nieuwe FIM-250cc-crossklasse ontdekten ze dat er nogal werd neergekeken op de Britse machines. Daarop besloot Bert Greeves zich nog meer in te spannen om de machines te ontwikkelen, met Stonebridge als verantwoordelijke voor het crossteam en de ontwikkeling van de motoren. In 1959 werd Stonebridge tweede in het Europees 250cc-crosskampioenschap. In oktober van dat jaar verongelukte Brian Stonebridge bij een auto-ongeluk toen hij als passagier in de auto zat die door Bert Greeves werd bestuurd. Hierna werd Dave Bickers de nieuwe fabrieksrijder. Hij werd Europees kampioen in 1960 en 1961. Greeves contracteerde ook trialrijder Bill Wilkinson, die de British Expert Trial competitie in 1960 won. Het was zijn eerste overwinning met een tweetaktmotor.
De Greeves-motorfietsen werden intussen ook geëxporteerd en de Hawkstone-crossers sloegen goed aan in de woestijnraces in de Verenigde Staten.
In 1962 ontwikkelde Greeves een nieuwe motor, met nog steeds een Villiers-carter als basis, maar met een zelf ontwikkelde cilinder en cilinderkop. Door toepassing van andere poorten leverde deze motor meer vermogen.

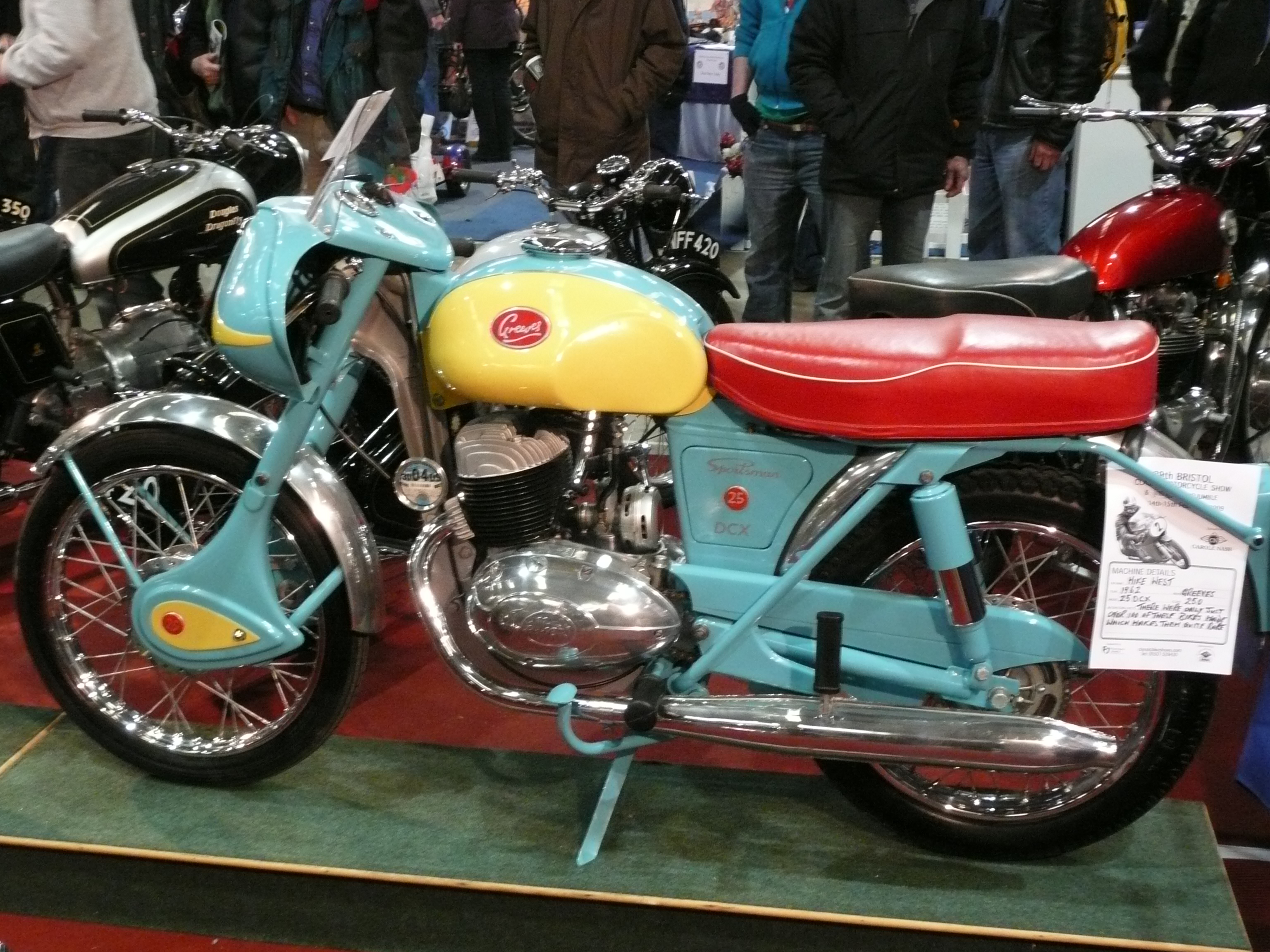
De Greeves 250 DCX Sportsman Roadster werd in 1962 en 1963 geleverd

In 1963 kregen enkele modellen nieuwe glasfiber tanks en stuurkuipjes en plastic spatborden. Dit resulteerde in de 25 DD Essex en de 250 DCX Sportsman. In dat jaar kreeg Greeves de opdracht de motorfietsen voor het Britse ISDT-team te leveren. Dit team had tot dat moment ook vertrouwd op viertaktmotoren. Greeves bouwde drie speciale machines voor deze wedstrijd, die in Tsjecho-Slowakije plaatsvond. Deze machines hadden al gemodificeerde Villiers MK 36A-blokken met de speciale Alpha-carters met Greeves-cilinders en cilinderkoppen. Brian Sharp en Peter Stirland wonnen gouden medailles. De enige vrouwelijke deelnemer won een bronzen medaille. Ook zij reed met een Greeves-motorfiets.
De Greeves Silverstone-clubmanracers waren populair onder amateur-racers en verwierven de naam snel en betrouwbaar te zijn. Ze werden gebruikt bij de Mortimer-Beart Road Racing School en de Rhodesiër Gordon Keith won in 1964 de Lightweight Race van de Manx Grand Prix met een Greeves Silverstone. In dat jaar lanceerde het merk ook de 250cc-Greeves Challenger-crossmotoren, waarmee Garth Wheldon bij zijn eerste optreden de Terry Cups Trail won.
De steeds hogere vermogens in de motorcrossklassen waren voor de Villiers-motoren niet meer op te brengen en de betrouwbaarheid liep terug. Greeves ontwikkelde nu een geheel nieuwe, eigen 250cc-motor, die in 1964 in de 250 cc Greeves Challenger debuteerde. Cilinder en cilinderkop waren nog steeds van Greeves, maar het carter was gebouwd door de Alpha Company in Dudley. In 1967 verscheen een 360cc-versie van deze motor. Ook de trialmotoren waren succesvol: Don Smith werd in 1964 Europees kampioen met een Greeves Scottish Trials en in 1967 met een Greeves Anglian Trials.

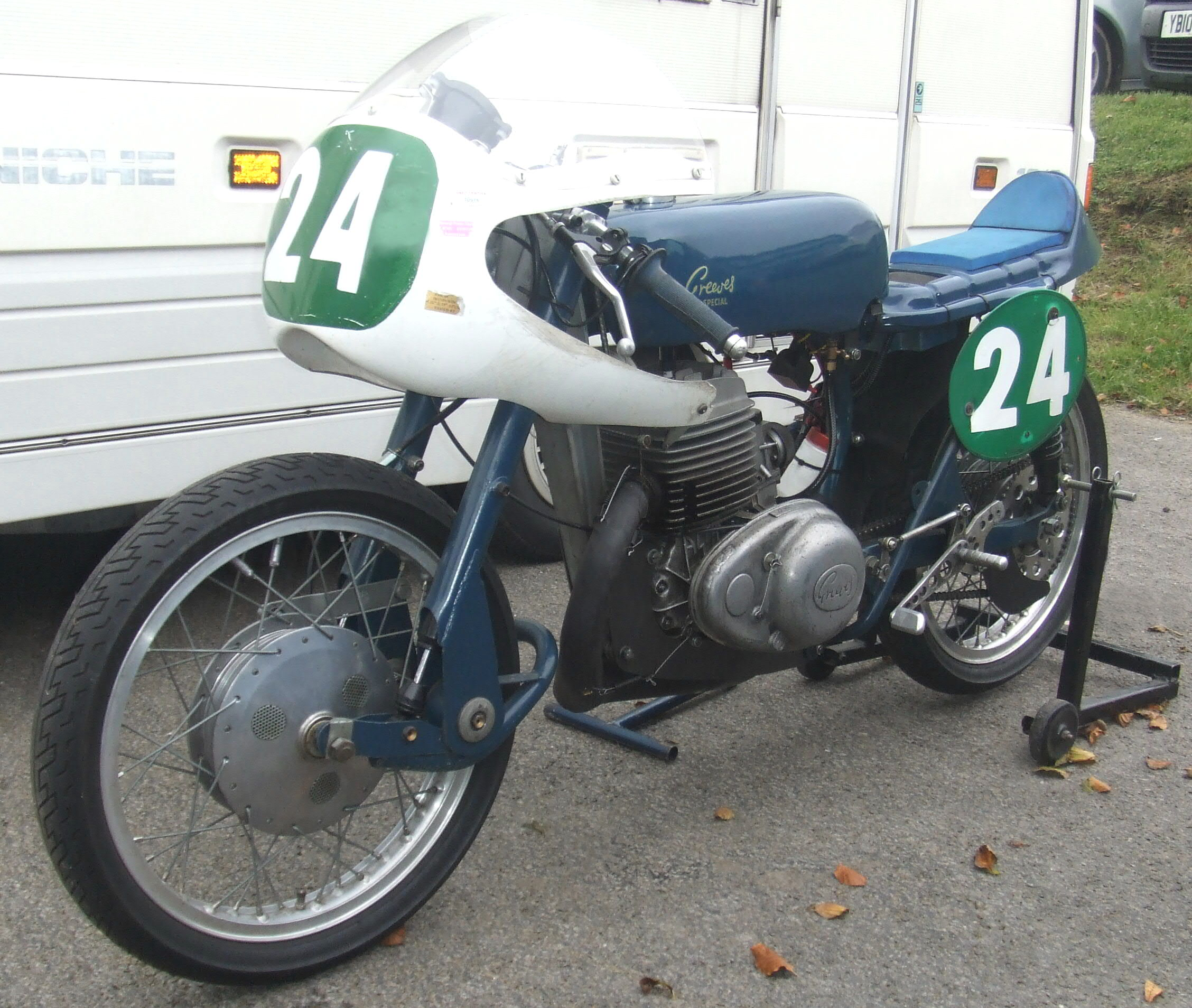
Halverwege de jaren zestig leverde Greeves wegracemachines onder de namen "Oulton" en "Silverstone". Dit is een 250cc-Silverstone-racer

In 1967 volgden 350cc-versies van de Challenger-crossmotor en de Silverstone wegracer, waarbij de laatste de naam van een ander Brits circuit kreeg: "Oulton".
In 1968 eindigde de productie van de Villiers-tweetaktmotoren, net op het moment dat Greeves een speciaal exportmodel had ontwikkeld, de "Ranger" en een model voor de politie. Greeves besloot daarop de trial-motoren te laten vallen en zich helemaal te concentreren op een nieuw crossmodel, de Greeves Griffon. Die kreeg een meer conventionele telescoopvork. Ook de aluminium framebuis verviel: de Griffon kreeg een nieuw chroom-molybdeen buisframe.
Rond 1969 ging men een samenwerking aan met Gordon Blair, een tweetaktspecialist die verbonden was aan de Queen's Universiteit van Belfast. De Griffon-modellen kregen vanaf dat moment de toevoeging "QUB".
Toen de Japanse merken onder aanvoering van Suzuki de Europese kampioenschappen in het begin van de jaren zeventig begonnen te domineren liepen de verkopen van de Greeves-crossmotoren terug, maar men haalde een order binnen voor het Royal Artillery Motorcycle Display Team en de Greeves Griffon werd verder ontwikkeld. Een wetswijziging betekende echter dat de Invacar niet langer geschikt was voor gebruik op de openbare weg en het Ministry of Pensions leverde in plaats van invalidenvoertuigen nu de middelen om een gewone auto aan te passen aan het gebruik door gehandicapten. Greeves leunde echter nog zwaar op de financiële steun van Invacar. Bert Greeves ging in 1973 met pensioen, niet veel later gevolgd door Derry Preston-Cobb. Ze droegen de leiding van het bedrijf over aan Brian Gilroy van Tiepolas Ltd. De productie stokte en Greeves kwam een brand in de fabriek in 1976 niet meer te boven. In 1978 werd Griffon voor het laatst opgewaardeerd, maar er werden slechts enkele exemplaren verkocht.

### Greeves Chelmsford
In de jaren negentig waren de oude Greeves-Scottish Trials en Anglian-Trials populair in Classic trialwedstrijden, maar het was steeds moeilijker om aan de oude onderdelen te komen. Trialrijder Richard Deal ging zelf replica-onderdelen maken en bouwde uiteindelijk een complete replica van een Greeves Anglian Trialsmachine. Uiteindelijk verwierf hij de merkrechten in het Verenigd Koninkrijk, de Verenigde Staten en Europa en in 2000 begon de productie van Greeves-replica's (vooral trialmotoren) in Chelmsford. Net als in de oude fabriek werden de aluminium framebalken, cilinders, cilinderkoppen en carters in eigen beheer gefabriceerd.
In 2009 had het bedrijf 22 Anglians en 4 Pathfinders gekopieerd en een aantal restauratieprojecten voltooid. In 2007 was al besloten een nieuwe, moderne trialmotor te ontwikkelen. In samenwerking met studenten van de De Montfort University in Leicester consulteerde men deelnemers aan het Rapid Product Development Master of Science-project om een nieuwe 280cc-tweetaktmotor te ontwerpen. Rapid prototyping modellen werden gemaakt met een 3D-printer om de pasvorm te controleren voordat de gietmallen gemaakt werden. De zandmallen werden gemaakt bij GPD Developments in Nuneaton waar ook de prototypen van de motoronderdelen werden gegoten. Uiteindelijk werd de complete motorfiets in 2009 gepresenteerd tijdens de Classic Off-Road Show in Telford. De machine had een Marzocchi-voorvork, een Dell'Orto-carburateur, de brandstoftank zat dicht bij het achterwiel om het zwaartepunt te verlagen. Centraal op de swingarm zat een monoshock-demper.